# Rosina Storchio

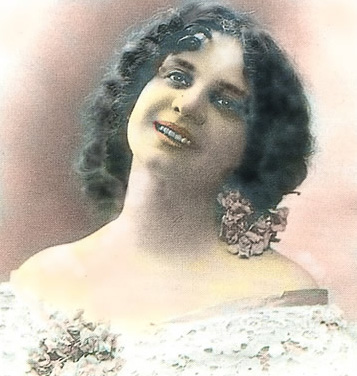
Rosina Storchio (1895)

Rosa Storchio (genannt Rosina; * 19. Januar 1872 in Venedig; † 24. Juli 1945 in Mailand) war eine italienische Sopranistin und Opernsängerin, die an der Mailänder Scala, in Berlin, Paris, Moskau, New York und Buenos Aires auftrat und zu den berühmtesten Sängerinnen ihrer Generation zählte. Ihre Partner waren unter anderem Anselmi, Caruso, Ruffo und Schaljapin. Sie wurde vom Dirigenten Toscanini geliebt und vom Komponisten Puccini verehrt. Letzterer schrieb für sie die Titelpartie der Oper Madama Butterfly, die sie in der Uraufführung von 1904 verkörperte.

## Leben
Storchio wurde ins Conservatorio Giuseppe Verdi in Mailand aufgenommen, wo sie bei Alberto Giovannini und Giuseppe Fatum Gesang studierte. Sie wurde aus unbekannten Gründen vom Konservatorium ausgeschlossen und setzte ihre Studien bei Privatlehrern, darunter Melchiorre Vidal, fort. Als Sängerin debütierte sie 1892 im Mailänder Teatro Dal Verme als Micaëla in Bizets Carmen und drei Jahre später an beiden bedeutenden Mailänder Opernhäusern: an der Scala als Sophie in Massenets Werther und am Teatro Lirico als Santuzza in Mascagnis Cavalleria rusticana.

### Venedig, Frankfurt, Graz
Im Jahr 1897 war sie in zwei Uraufführungen besetzt: als Mimì in La Bohème von Ruggero Leoncavallo (am Teatro La Fenice in Venedig) und – mit Enrico Caruso – als Cristina in Il voto von Umberto Giordano (im Teatro Lirico in Mailand). Die Rolle der Mimì, freilich in der Fassung Puccinis, hatte sie bereits im Jahr zuvor in Florenz und am Teatro Sociale di Como gesungen. 1899 gastierte sie im Opernhaus Agram, im folgenden Jahr an den Opernhäusern von Frankfurt und Graz. Sie unternahm auch eine Russland-Tournee. Ihr rascher Erfolg erklärt sich aus der Kombination einer herausragenden Stimme und ihrer exzellenten darstellerischen Qualitäten. Karl-Josef Kutsch, Leo Riemens schreiben: „Man rühmte an ihrer Stimme die souveräne Beherrschung der Gesangstechnik in Koloraturpartien und die Feinheit ihrer Ausdruckskunst im lyrischen Fach.“

### Mailand, Buenos Aires, Montevideo
Storchio war bereits ein Star, als sie 1900 Arturo Toscanini begegnete, damals ein junger ehrgeiziger Dirigent, später ein in ganz Europa und Amerika umjubelter Maestro. Er spielte in ihrem Leben – künstlerisch und privat – eine zentrale Rolle. Anlass der ersten Begegnung waren die Proben für die Uraufführung von Zazà, der neuen Oper von Ruggero Leoncavallo, am Teatro Lirico von Mailand. Der Dirigent, nicht berühmt dafür Komplimente zu verteilen, unterbrach die Probe, legte den Taktstock zur Seite und rief aus:

„Das ist eine Künstlerin!“

Toscanini, seit drei Jahren mit einer jungen und attraktiven Frau verheiratet und im Begriff zum dritten Mal Vater zu werden, fiel in den Bann der Sängerin und sie in seinen. Die außereheliche Affäre und Leidenschaft des Maestros dauerte einige Jahre an, die künstlerische Zusammenarbeit bis 1915. Die Terminpläne führten die beiden immer wieder auseinander und zueinander. 1901 sang Storchio die Zazà am Teatro Regio di Torino, dirigiert von Rodolfo Ferrari, und die Massenet’sche Manon am Teatro Comunale di Bologna. Im folgenden Jahr trafen sie einander wieder – für Hänsel und Gretel und die italienische Erstaufführung der Euryanthe an der Scala. 1903 wurde ihr gemeinsamer Sohn Giovannino geboren, der mit einer schweren Hirnschädigung zur Welt kam und im Alter von 16 Jahren starb.
Im Dezember 1903 übernahm Storchio – wiederum an der Scala – die Rolle der Stephana in der Uraufführung von Giordanos Siberia, dirigiert von Cleofonte Campanini. Ihre Partner waren Giuseppe De Luca, Giovanni Zenatello und Antonio Pini-Corsi. Storchio soll zwischen 1904 und 1914 regelmäßig am Teatro Colón von Buenos Aires gastiert haben. Verbürgt sind Auftritte als Rosina in Il barbiere di Siviglia in Buenos Aires und Montevideo im Jahr 1906, unter der Stabführung von Toscanini.

### Erste Cio-Cio-San
1904 sang Storchio in der Uraufführung von Puccinis Madama Butterfly die Rolle der Cio-Cio-San, der Titelheldin. Das erste Opernhaus Italiens, der bekannteste Komponist des Landes und ein Sopranstar sollten für einen programmierten Erfolg sorgen, doch es wurde keiner. Zwar war die prima assoluta luxuriös besetzt, es dirigiert Cleofonte Campanini, es sangen neben Storchio der gefeierte Tenor Giovanni Zenatello (Pinkerton) und der angesehene Bariton Giuseppe De Luca (Sharpless). Doch eine feindliche Claque machte sich über das exotische Sujet lustig und sorgte für einen glamourösen Reinfall an der Mailänder Scala: „Verschiedene Szenen wurden von einzelnen Besuchern lauthals mit komischen Bemerkungen kommentiert, was zu schallendem Gelächter im Publikum führte. Es kam zu Tumulten. Das Stück wurde von der lokalen Presse verrissen.“
Sowohl Sängerin als auch Komponist blieben dem Werk treu und erreichten schließlich, dass sich die Madama Butterfly durchsetzte und zu einer der meistgespielten Opern der Geschichte wurde. Puccini nahm einige Veränderungen vor, schrieb einen neuen Auftritt für die Titelrolle und eine zusätzliche Arie für den Pinkerton, strich andere Szenen und machte aus dem Zweiakter eine dreiaktige Oper. Storchio sang die Titelpartie unbeirrt an einer Reihe bedeutender Häuser, errang damit Anerkennung und Applaus und wählte schließlich – nahezu zwei Jahrzehnte später – die Cio-Cio-San als Rolle für ihren Abschied von der Opernbühne.

### Berlin, Rom und Paris
Im Jahr 1907 debütierte Storchio an der Königlichen Hofoper in Berlin und am Grand Théâtre de Monte Carlo. An der Côte d’Azur trat sie in einer tragischen und in zwei komischen Rollen auf: als Margherita in Boitos Mefistofele sowie als Norina und Rosina. Ihre Partner in Monte Carlo waren zwei der berühmtesten Bässe der Operngeschichte: Fjodor Schaljapin (als Mefistofele) und Titta Ruffo (als Don Pasquale und Bartolo in Il barbiere di Siviglia). Im nächsten Jahr kehrte sie als Violetta Valéry in ihre Heimatstadt Venedig zurück.
Weiterhin trat sie alljährlich an der Scala auf, die bis 1918 ihr Stammhaus blieb. Sie sang an der prominentesten Bühne Italiens neben dem Standardrepertoire auch die Titelrolle in der selten gespielten Oper Linda di Chamounix von Gaetano Donizetti. Häufig trat sie gemeinsam mit dem aus Sizilien stammenden Tenor Giuseppe Anselmi (1876–1929) auf. Die beiden galten als Traumpaar des italienischen Belcantos, beispielsweise in La sonnambula und Don Pasquale, sangen aber auch gemeinsam veristische Opern wie Manon Lescaut. Obwohl Storchio über ein heiteres Temperament und große Spielfreude verfügte, folglich in den komischen Opern mit Leichtigkeit reüssieren konnte, erzielte sie doch den bleibendsten Eindruck als liebende und leidende Heldin, als tragisch sterbende Violetta Valéry oder Cio-Cio-San.
In den 1910er-Jahren gastierte Storchio auch mehrfach im Teatro Costanzi von Rom, so als Norina mit Alessandro Bonci, Giuseppe De Luca und Giuseppe Kaschmann, als Amina mit Anselmi oder als gefeierte Traviata. An diesem Haus war sie 1917 die Protagonistin der Uraufführung der heute vergessenen Mascagni-Oper Lodoletta. Im selben Jahr gastierte sie auch an der Opéra-Comique in Paris.

### Chicago, New York, Barcelona
In der Spielzeit 1920/1921 debütierte Storchio an den Opernhäusern von Chicago und New York, doch soll ihre eher kleine Stimme damals bereits durch jahrelange Überforderung deutliche Schwächen gezeigt haben. 1923 gab sie in Barcelona, im Alter von 51 Jahren, ihre Abschiedsvorstellung – als Cio-Cio-san in Madama Butterfly – und wurde ein letztes Mal von Publikum und Presse bejubelt. Danach zog sie sich weitgehend ins Privatleben zurück und wirkte als Gesangslehrerin. Eine ihrer Schülerinnen war die Sopranistin Gina Cigna.
Das private Unglück suchte sie im Glauben zu bewältigen. Sie schloss sich dem Dritten Orden der Franziskaner an und stiftete ihr gesamtes Vermögen der Piccola Casa della Divina Provvidenza („kleines Haus der göttlichen Vorsehung“), in dem Arme und Kranke gepflegt und elternlose Kinder erzogen wurden. Gegründet wurde diese Institution vom heiligen Giuseppe Benedetto Cottolengo, der als „italienischer Apostel der Nächstenliebe“ galt. Laut Kutsch und Riemens soll Rosina Storchio in ihren letzten Lebensjahren völlig gelähmt gewesen sein.

## Rollen

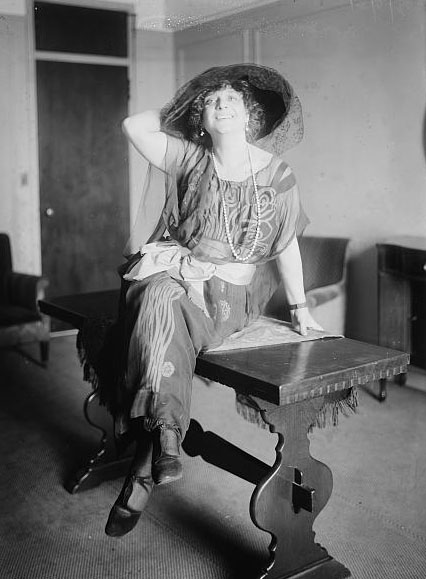
Rosina Storchio

### Uraufführungen
- 1897: Mimì in La Bohème von Leoncavallo (6. Mai), Venedig
- 1900: Titelpartie in Zazà von Leoncavallo (10. November), Mailand
- 1903: Stephana in Siberia von Giordano (19. Dezember), Mailand
- 1904: Titelpartie in Madama Butterfly von Puccini (17. Februar), Mailand
- 1917: Titelpartie in Lodoletta von Mascagni (30. April), Rom

### Repertoire
| Bellini: - Amina in La sonnambula Bizet: - Micaëla in Carmen Boito: - Margherita in Mefistofele Donizetti: - Adina in L’elisir d’amore - Titelpartie in Linda di Chamounix - Norina in Don Pasquale Engelbert Humperdinck: - Gretel in Hänsel und Gretel Mascagni: - Santuzza in Cavalleria rusticana |  | Massenet: - Titelpartie in Manon - Sophie in Werther Puccini: - Titelpartie in Manon Lescaut - Mimi und Musetta in La Bohème - Titelpartie in Tosca Rossini: - Rosina in Il barbiere di Siviglia Verdi: - Violetta Valery in La traviata - (Unbekannte Rolle) in Falstaff Weber: - Titelpartie in Euryanthe |

## Tondokumente
Rosina Storchio hinterließ eine kleine Zahl an 78-rpm-Grammophon-Aufzeichnungen, die zwischen 1903 und 1911 entstanden. Es waren jedoch – mit Ausnahme von Verdis La traviata – allesamt nicht ihre Paraderollen. Die Aufzeichnungen erfolgten für die Mailänder Labels G&T und Fonotipia und umfassten sowohl Opern des Belcanto als auch des Verismo. Diese Tondokumente wurden in letzter Zeit auch auf CD erneut veröffentlicht und vermitteln einen Eindruck des Gesangsstils von Rosina Storchio und ihrer Epoche.
- Fünf Nummern aus Giordanos Siberia. Jeweils eine Nummer mit Giuseppe De Luca und Giovanni Zenatello. G&T Milano, November 1903. (53331 Con398, 53332 Con398, 054027 Con750 und 054028 Con750)
- „Quel guardo il cavalier“ und „So anch’io la virtu magica“ aus Donizettis Don Pasquale und „O luce di quest’anima“ aus dessen Linda di Chamounix. Fonotipia Milano, 2. Dezember 1905 (39400 XPh1500, 39401 XPh1501 und 39402 XPh1502)
- „Pura siccome un angelo“ aus Verdis La traviata. Gemeinsam mit Riccardo Stracciari. Fonotipia Milano, 9. Februar 1906 (XPh1625)
- „Si, domani“ aus Aubers Fra Diavolo. Fonotipia Milano, 18. April 1906 (39597 XPh1794)
- Arie der Mimì aus Leoncavallos La Bohème und „Ah, non giunge“ aus Bellinis La sonnambula. Fonotipia Milano, 16. Februar 1911 (92861 XPh4514 und 92754 XPh4516)

### Neuausgaben
- A record of singers, Teil: Pt. 2., Recordings from 1901–1916.
- Salome Kruschelnytska/Rosina Storchio – The Harold Wayne Collection, Vol. 38

## Gedenken

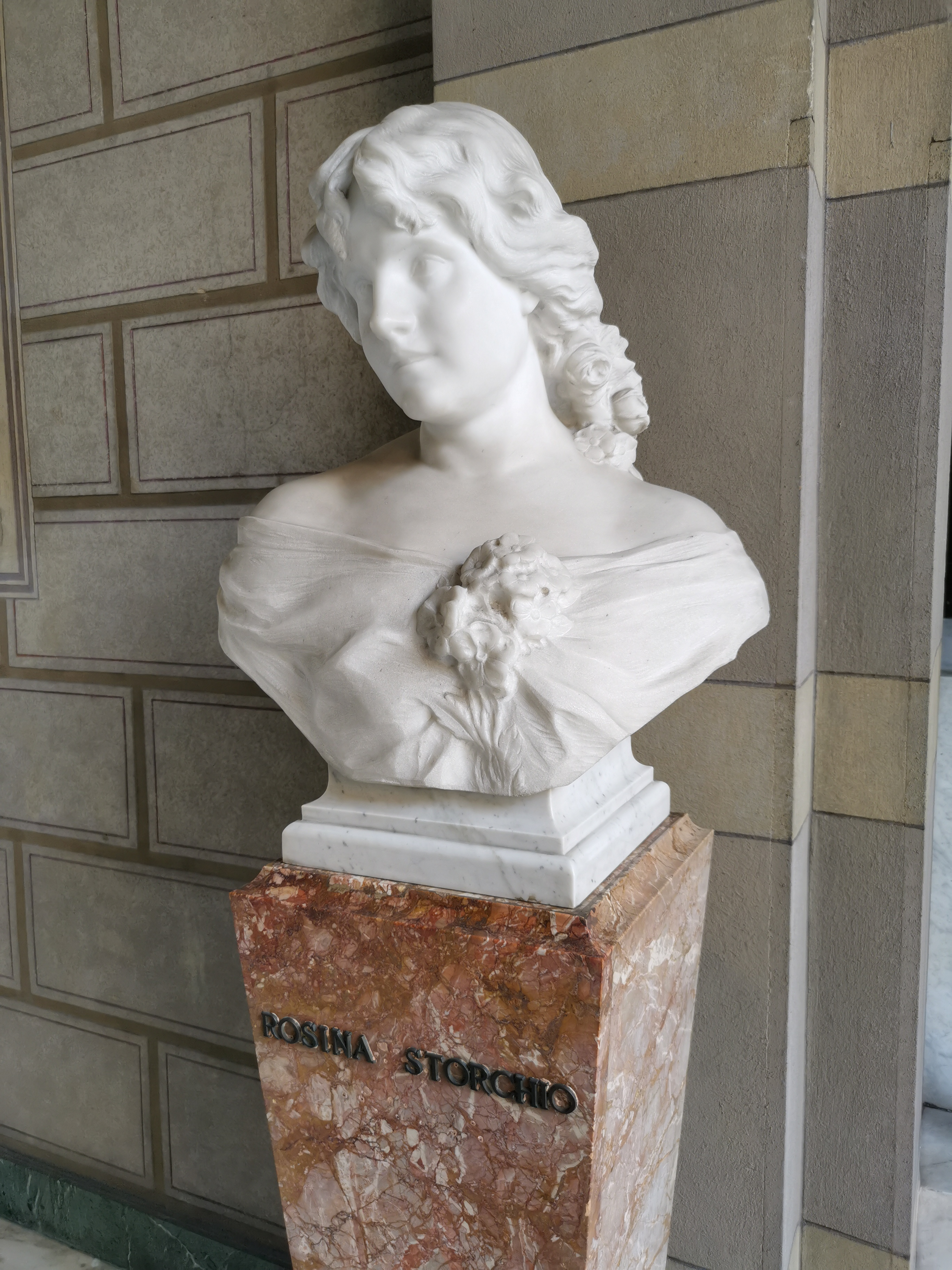
Büste im Eingang der Casa Verdi in Mailand

Die Gemeinde Dello in der Provinz Brescia benannte eine Straße nach Rosina Storchio und eröffnete am 21. April 2002 ein ihr gewidmetes Museo Lirico „Rosina Storchio“. Im Februar 2016 übersiedelte das Museum auf Dauer in die Gemeinde Gazoldo degli Ippoliti in der Provinz Mantua.
Ada Negri widmete Rosina Storchio das Gedicht Litanie, das 1936 in dem Gedichtband Il dono (Das Geschenk) erschien.